# Valentine Uwamariya

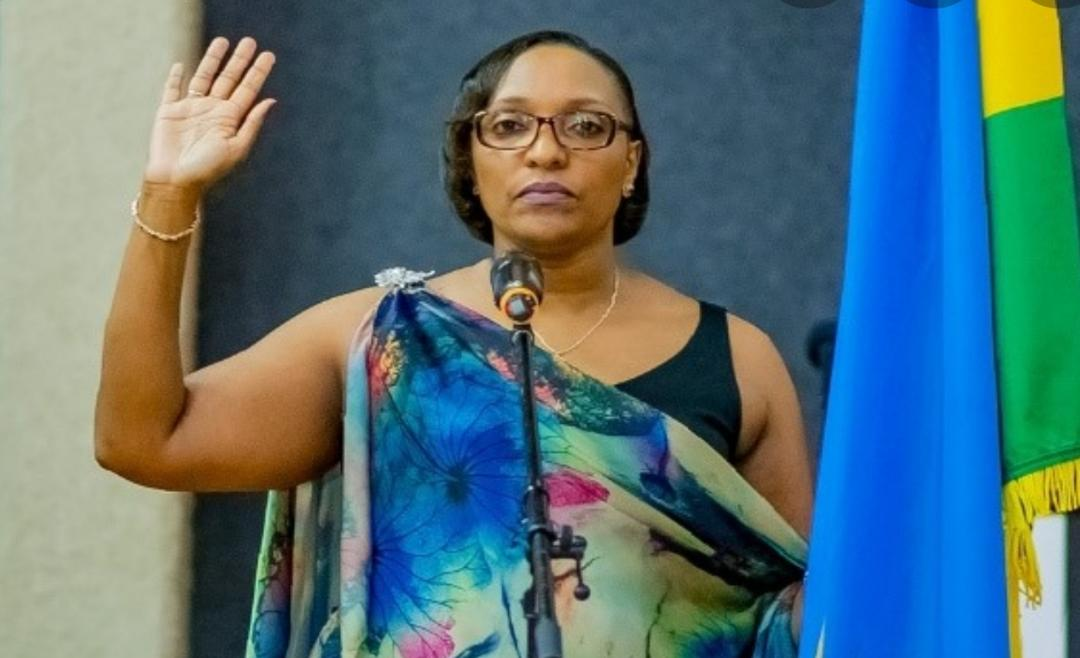
Valentine Uwamariya (2021)

Valentine Uwamariya (* 14. Mai 1971 in Shangi) ist eine ruandische Politikerin. Sie war von 2020 bis 2023 Bildungsministerin, von 2023 bis 2024 Ministerin für Gender- und Familienförderung und von 2024 bis 2025 Umweltministerin der Republik Ruanda.

## Leben
Uwamariya wurde am 14. Mai 1971 im heutigen Sektor Shangi des Distrikts Nyamasheke im Südwesten Ruandas geboren. Sie studierte Chemie an der National University of Rwanda und erhielt 1999 ihren Bachelorabschluss. 2003 ging sie an die Witwatersrand-Universität in Südafrika, wo sie 2005 ihren Masterabschluss in Elektrochemie machte. Im Jahr 2007 erhielt sie von der niederländischen Regierung ein Stipendium für ein Doktorat am UNESCO-IHE, Institute for Water Education. Ihren Doktor erhielt sie 2013. Später arbeitete sie als stellvertretende Vizekanzlerin an der 2018 gegründeten Rwanda Polytechnic, wo sie zuständig war für Ausbildung sowie institutionelle Entwicklung und Forschung.
Am 26. Februar 2020 wurde sie im Zuge einer Kabinettsumbildung von Präsident Paul Kagame zur Bildungsministerin ernannt. Am 22. August 2023 wechselte sie zum Posten der Familienministerin (Minister of Gender and Family Promotion). Am 12. Juni 2024 wurde sie in einer weiteren Kabinettsumbildung ins Umweltministerium umbesetzt. Sie löste Jeanne d’Arc Mujawamariya ab, die als neue Arbeitsministerin zum Ministry of Public Service and Labour wechselte.
Am 24. Juli 2025 ernannte Präsisent Kagame im Zuge mehrerer Kabinettsumbesetzungen Bernadette Arakwiye als Nachfolgerin von Uwamariya zur neuen Umweltministerin.